# Keiju Okada
Pour les articles homonymes, voir Okada.
Keiju Okada (岡田 奎樹, Okada Keiju) est un skipper japonais né le 2 décembre 1995 à Kitakyūshū. Il a remporté avec Miho Yoshioka la médaille d'argent du 470 aux Jeux olympiques d'été de 2024, organisés à Paris.